# Pentametrocrinus
Genre
Pentametrocrinus est un genre de comatules abyssales de la famille des Pentametrocrinidae.

## Description et caractéristiques
Crinoïdes abyssaux non pédonculés, ils s'accrochent au substrat par de longs cirres mobiles en forme de griffes et sont capables de se déplacer en rampant.
Ces comatules ont 5 bras non divisés, reposant sur autant de plaques radiales.

## Liste des genres
Selon World Register of Marine Species (3 avril 2015) :
- Pentametrocrinus atlanticus (Perrier, 1883) -- Atlantique nord (350-2 000 m de profondeur)
- Pentametrocrinus australis McKnight, 1977 -- Nouvelle-Zélande (1 000-1 500 m de profondeur)
- Pentametrocrinus diomedeae AH Clark, 1908 -- Philippines (200-900 m de profondeur)
- Pentametrocrinus japonicus (Carpenter, 1882) -- Japon (~1 000 m de profondeur)
- Pentametrocrinus paucispinulus Messing, 2008 -- Californie (~1 700 m de profondeur)
- Pentametrocrinus semperi (Carpenter, 1882) -- Australie du sud et Nouvelle-Zélande (1 200-1 700 m de profondeur)
- Pentametrocrinus spinosus Marshall & Rowe, 1981 -- Madagascar (1800-2 000 m de profondeur)
- Pentametrocrinus tuberculatus (AH Clark, 1907) -- Japon (1300-1 800 m de profondeur)
- Pentametrocrinus varians (Carpenter, 1882) -- Indo-Pacifique (400-2 800 m de profondeur)

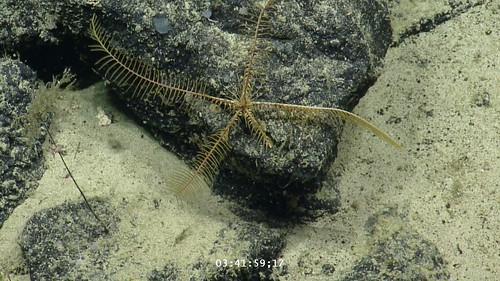
Pentametrocrinus paucispinulus.